# آناهیتا افشار
آناهیتا افشار (زادهٔ ۷ مرداد ۱۳۶۵) بازیگر ایرانی است.

## آثار

### سینمایی
| سال  | عنوان                   | کارگردان        |
| ---- | ----------------------- | --------------- |
| ۱۴۰۳ | آنتیک (فیلم)            | محمدهادی نائیجی |
| ۱۴۰۱ | اتاقک گلی               | محمد عسگری      |
| ۱۳۹۷ | هفت و نیم               | نوید محمودی     |
| ۱۳۹۵ | ایستگاه اتمسفر          | مهدی جعفری      |
| ۱۳۹۵ | یک کیلو و بیست و یک گرم | رحیم طوفان      |
| ۱۳۹۵ | ویلایی‌ها                | منیر قیدی       |
| ۱۳۹۳ | پل خواب                 | اکتای براهنی    |
| ۱۳۹۲ | برف                     | مهدی رحمانی     |
| ۱۳۹۱ | یک، دو، سه،... پنج      | محمد معیری      |
| ۱۳۹۰ | برف روی کاج‌ها           | پیمان معادی     |
| ۱۳۸۹ | پنهان                   | مهدی رحمانی     |
| ۱۳۸۷ | طاووس‌های بی پر          | جواد مزدآبادی   |
| ۱۳۸۷ | زندگی با چشمان بسته     | رسول صدرعاملی   |

### مجموعه تلویزیونی
| سال  | عنوان       | کارگردان                  | شبکه   |
| ---- | ----------- | ------------------------- | ------ |
| ۱۳۹۶ | سایه‌بان     | نوید محمودی، جمشید محمودی | شبکه ۲ |
| ۱۳۹۳ | مدینه       | سیروس مقدم                | شبکه ۱ |
| ۱۳۸۹ | زیر هشت     | سیروس مقدم                | شبکه ۱ |
| ۱۳۸۸ | خسته دلان   | سیروس الوند               | شبکه ۱ |
| ۱۳۸۸ | رستگاران    | سیروس مقدم                | شبکه ۱ |
| ۱۳۸۷ | سه در چهار  | مجید صالحی                | شبکه ۱ |
| ۱۳۸۶ | ترش و شیرین | رضا عطاران                | شبکه ۳ |
| ۱۳۸۴ | متهم گریخت  | رضا عطاران                | شبکه ۳ |
| ۱۳۸۳ | خانه به دوش | رضا عطاران                | شبکه ۳ |

### نمایش خانگی
| سال  | عنوان                    | کارگردان                 |
| ---- | ------------------------ | ------------------------ |
| ۱۴۰۲ | مگه تموم عمر چندتا بهاره | سروش صحت                 |
| ۱۴۰۱ | پوست شیر                 | جمشید محمودی             |
| ۱۴۰۰ | آنها                     | میلاد جرموز مهدی آقاجانی |
| ۱۳۹۹ | قورباغه                  | هومن سیدی                |

### تئاتر
- فرانکشتاین (ایمان افشاریان - آذر و دی ۱۳۹۸)، تئاتر شهر